# Memorial Domingo Bárcenas 2017
El Memorial Domingo Bárcenas 2017 es la 42ª edición de uno de los torneos internacionales más prestigiosos de balonmano. En esta ocasión fue la antesala del Campeonato Mundial de Balonmano Masculino de 2017 y se celebró por segundo año consecutivo en Irún.
Las selecciones que disputaron este torneo fueron la Selección de balonmano de España, la Selección de balonmano de Catar, la Selección de balonmano de Argentina y la Selección de balonmano de Polonia.

## Presentación
El torneo fue presentado el 21 de diciembre de 2016 por el presidente de la Federación Española de Balonmano, por el presidente del Club Deportivo Bidasoa y por el alcalde de Irún. El torneo se disputó entre el 6 de enero de 2017 y el 8 de enero de 2017, jugándose dos partidos por día. Se da por ganador del torneo a quien haya ganado más partidos. En esta edición la Selección de balonmano de España se da por ganadora al ganar sus tres partidos. Uno de los protagonistas de la competición fue Julen Aguinagalde, debido a que es natural de Irún. También compartió protagonismo con su hermano, Gurutz Aguinagalde, quien a la edad de 39 años debutó con la Selección de balonmano de España, siendo nombrado MVP del partido que les enfrentó a la Selección de balonmano de Polonia.

## Partidos

### 6 de enero
- España 30-20  Polonia[5]
- Argentina 25-30  Qatar[6]

### 7 de enero
- Polonia 25-26  Catar
- España 38-25  Argentina[7]

### 8 de enero
- Polonia 26-26  Argentina[8]
- España 32-27  Catar[9]